# ウンブリア語

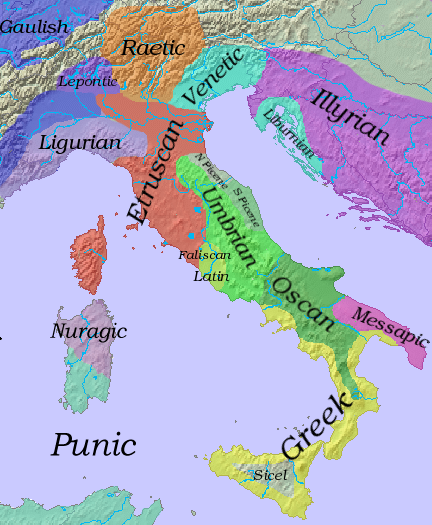
紀元前6世紀のイタリアの言語分布

ウンブリア語（英語: Umbrian language、イタリア語: Lingua umbra）は、古代にイタリア半島のウンブリア地方で話されていた言語。インドヨーロッパ語族イタリック語派オスク・ウンブリア語群に属する。紀元前7世紀から1世紀までの碑文が約30個残っており、その中でもイグウィウムの青銅板が最も知られている。
ウンブリア語は、他の古イタリア文字と同様にエトルリア文字に由来しているため、右から左へ表記するのが特徴。
なお現在のウンブリア地方のイタリア語のウンブリア方言を指してウンブリア語という場合があるが、上記とは別物である。